# Nürnberglovene
Nürnberglovene er de anti-jødiske love, der blev gennemført i Nazityskland 1935 under Nazistpartiets partidage i Nürnberg.
Lovene ophævede jødernes tyske statsborgerskab, jødiske børn måtte ikke længere gå i de samme skoler som tyske børn og ægteskab eller seksuelt samkvem mellem jøder og arier blev forbudt.
I skolerne blev jødiske børn kaldt frem, og lærerne viste de øvrige børn, hvorledes hovedets form, visse ansigtstræk og kropsformer afslører en underordnet races udseende.
Jøder måtte ikke vise sig på offentlige pladser eller arbejde på en række arbejdsområder.
Loven fratog ligeledes "ikke-ariere" de eventuelle fordele, der fulgte af et germansk statsborgerskab.